# Stefanie Grob
Stefanie Grob (3 aprile 2004) è una sciatrice alpina svizzera.

## Biografia
Attiva dal novembre del 2020, Stefanie Grob ha esordito in Coppa Europa il 9 dicembre 2021 a Zinal in supergigante (45ª) e in Coppa del Mondo il 27 dicembre 2022 a Semmering in slalom gigante, senza completare la prova; ai Mondiali juniores di Sankt Anton am Arlberg 2023 ha vinto la medaglia d'oro nella discesa libera e nella combinata a squadre e quella d'argento nel supergigante e nello slalom gigante. Il 6 dicembre 2023 ha conquistato a Zinal in slalom gigante il primo podio in Coppa Europa (2ª); ai Mondiali juniores di Alta Savoia 2024 ha conquistato la medaglia d'argento nello slalom gigante e quella di bronzo nella combinata a squadre e a quelli di Tarvisio 2025 la medaglia d'oro nella discesa libera e quella d'argento nello slalom gigante. Non ha preso parte a rassegne olimpiche o iridate.

## Palmarès

### Mondiali juniores
- 8 medaglie:
  - 3 ori (discesa libera, combinata a squadre a Sankt Anton am Arlberg 2023; discesa libera a Tarvisio 2025)
  - 4 argenti (supergigante, slalom gigante a Sankt Anton am Arlberg 2023; slalom gigante ad Alta Savoia 2024; slalom gigante a Tarvisio 2025)
  - 1 bronzo (combinata a squadre ad Alta Savoia 2024)

### Coppa Europa
- Miglior piazzamento in classifica generale: 6ª nel 2025
- 4 podi:
  - 3 secondi posti
  - 1 terzo posto

### Campionati svizzeri
- 5 medaglie:
  - 1 oro (discesa libera nel 2025)
  - 3 argenti (combinata nel 2022; slalom gigante nel 2023; slalom gigante nel 2024)
  - 1 bronzo (supergigante nel 2025)